# Discurso de oro
El Discurso de oro fue pronunciado por la reina Isabel I de Inglaterra a los 141 miembros de la Cámara de los Comunes el 30 de noviembre de 1601. Fue un discurso que esperaba abordar las preocupaciones de los precios y problemas económicos que enfrentaba el país. Sorpresivamente, la reina reveló que sería su última sesión en el Parlamento y cambió el tono del discurso para tratar el amor y el respeto que ella tenía por el país, su posesión y los miembros mismos. Se trata del segundo discurso pronunciado por la reina; el primero fue el Discurso a las tropas en Tilbury a las fuerzas que se preparaban para la invasión de la Armada Española. El Discurso de oro ha sido tomado para simbolizar el final del reinado de Isabel, el cual es considerado como uno de la Era Dorada en la historia de Inglaterra.

## El origen del nombre
La etiqueta de oro fue acuñada por primera vez en una versión impresa del discurso a finales del Interregno puritano, cuyo encabezado es: This speech ought to be set in letters of gold (Este discurso debe ser puesto en letras de oro). Fue reimpreso una y otra vez hasta el siglo XVIII, cuando Inglaterra estaba en peligro, al igual que el discurso. Algunas versiones sobreviven, incluso un folleto impreso, el cual se cree había sido revisado y corregido por la misma Isabel.

## El discurso
A diferencia del artículo del cronista, Hayward Townshend, quien se arrodilló ante ella esa tarde de noviembre en la Cámara, se utiliza el siguiente texto:
Señor presidente:
Hemos oído vuestra declaración y percibo una preocupación por nuestro Estado, para no caer en la consideración de un agradecido reconocimiento de las ventajas que habéis recibido. Entiendo que mi arribo tiene por objeto darme las gracias. Sabed que las acepto con una complacencia no menor que la que os puede impulsar a ofrecérmelas, y que las aprecio más que cualquier tesoro o riqueza; pues estos se bien lo que valen, pero la lealtad, el afecto y el agradecimiento, son para mi inapreciables. Y, aunque Dios me ha elevado tan alto, considero lo más glorioso de mi reinado el haberlo hecho contando con su amor. Esto hace que yo no me alegre tanto de que Dios me haya hecho Reina, como el reinar sobre un pueblo tan agradecido, y ser el medio de que Dios se vale para velar por vuestra seguridad y libraros del peligro.
Por lo tanto, tengo motivos para desear nada más que satisfacer el deber y este es un deber que debo cumplir. Tampoco deseo vivir más días que aquellos en los que pueda ver vuestra prosperidad y este es mi único deseo. Y como aún sigo siendo esa persona, bajo Dios, que se ha sido entregada a vosotros, confío en que por el omnipotente poder de Dios seré su instrumento para preservaros de todo peligro, deshonor, vergüenza, tiranía y opresión, en parte por medio de vuestra ayuda prometida, la cual tomamos como muy aceptable, debido a que manifiesta la amplitud de vuestro amor y la lealtad hacia vuestro soberano.
En cuanto a mí misma debo decir esto: que nunca fui una acaparadora glotona y codiciosa, ni una reina rígida e inflexible, ni siquiera una despilfarradora; pues mi corazón jamás codició los bienes mundanos, sino sólo el bien de mi pueblo. Lo que me concedáis no voy a atesorarlo, sino que lo recibiré para devolvéroslo a vosotros; es más, mis propios bienes los considero como vuestros y para gastarlos por vosotros y vuestro bien, y vuestros ojos habrán de ver que así es. Señor Presidente, me gustaría que vosotros se pusieran de pie porque aún voy a ocasionaros más molestias con un discurso más extenso.
Señor Presidente: Me dais las gracias, pero soy yo quien os está más agradecida, y os ruego que deis mis gracias a los miembros de la Cámara Baja en nombre mío; pues de no haber avisado por vos, tal vez hubiera caído en el error tan sólo por falta de información adecuada.
Desde que soy Reina, nunca puse mi pluma en ninguna concesión, pero esto sobre el pretexto y la semblanza hechos hacia mí, fue tanto bueno como benéfico para el súbdito en general a través de un beneficio privado para algunos de mis servidores más antiguos, que han merecido bien en mis manos. Pero al contrario de lo que he encontrado por experiencia, estoy sumamente agradecida con tales súbditos, quienes al igual que lo he estado desde el principio. Y no soy tan simple como para suponer que no habrá algunos en la Cámara Baja a quienes estos agravios nunca os tocaron. Creo que hablaban movidos por el celo a sus lugares de procedencia y no por capricho o afección malévola como si fueran partidarios afligidos. Nuestra dignidad real no sufrirá que mis privilegios constituyan agravios para mi pueblo, ni que se oculta la opresión bajo el colorido de las concesiones. Cuando llegó a mis oídos, no pude dar descanso a mis pensamientos hasta que le puse remedio. ¿Deberíais, pensáis vosotros, escapar sin castigo por haberos oprimido, y sin haber tenido respeto por su deber y a pesar de mi honor? No, os lo aseguro, Señor Presidente, si no fuera más que por el bien de la conciencia que por cualquier gloria o el incremento de amor que yo deseo, estos errores, problemas, vejaciones y opresiones hechas por estos rufianes y personas obscenas no valdrían el nombre de súbditos que no deberían escapar sin castigo condigno.
Pero percibo que ellos tratan conmigo como médicos quienes al administrar una droga, la hacen más aceptable dándole un buen sabor aromático, o cuando dan píldoras las recubren con una capa dorada que las hace más atractivas. Nunca he puesto el Día del Juicio Final ante mis ojos como tal para gobernar ya que voy a ser juzgada para responder ante un juez superior, y ahora si mis recompensas reales han sido abusadas y mis concesiones usadas para dañar a mi pueblo en contra de mi voluntad y deseo, y si cualquiera en autoridad debajo de mí ha descuidado o pervertido lo que le he dejado a su cargo, espero que Dios no deje sus culpas y ofensas a mi cargo.
Sé que el título de Reina es un título glorioso, pero aseguraos vosotros mismos que la gloria resplandeciente de la autoridad principesca no haya deslumbrado los ojos de nuestro entendimiento, ya que como bien sabemos y recordamos todos vamos a rendir la cuenta de nuestras acciones ante el gran juez. Ser rey y usar una corona es algo más glorioso para aquellos que lo contemplan que placentero para aquellos que os ostentan el cargo. Por mi parte nunca estuve tan seducida con el glorioso nombre de un Rey o la autoridad real de una Reina como encantada de que Dios me haya convertido en su instrumento para mantener su verdad y gloria y defender vuestro reino como mencioné antes, del peligro, el deshonor, la tiranía y la opresión. Nunca habrá una Reina sentada en mí puesto con más celo por mi país, más preocupada por mis súbditos y que más pronto y con más voluntad va a arriesgar su vida por su bienestar y su seguridad que por mí misma. Por esto no es mi deseo vivir o reinar más allá de lo que viva para reinar pues vuestro bien. Y aunque habéis tenido y tal vez tendréis reyes más sabios que se sienten en este trono, jamás tendréis uno que os ame más…
Isabel I de Inglaterra, noviembre de 1601.